# Масакр у Рајиној шуми
Масакр у Рајиној шуми се десио у јесен 1944. године над углавном српским становништвом Новог Сада и околине. Рајина шума, раније позната под називом Каћка шума, налази се на Бачкој обали Дунава близу Новог Сада.
Комунистичке снаге Јосипа Броза том приликом су стрељале више од 250 угледних грађана Новог Сада на челу са бившим градоначелником др Милошем Петровићем, оптужујући их да су били сарадници генерала Драгољуба Михаиловића и његових четника.
Злочин су извршили припадници 11. војвођанске ударне бригаде, на основу наредбе партизанског генерала Ивана Рукавине, команданта војне области за Бачку и Барању.
Масовна гробница са око 250 људских костију пронађена је 1991. године приликом копања канала за градски водовод.
Последњег дана маја 2015. године, Градска скупштина Новог Сада је усвојила декларацију којом се осуђује овај злочин.